# KIOF 국제안경광학산업전시회
국제 안경광학산업 전시회(Korea International Optics Fair) 또는 KIOF는 2025년 11월 서울 코엑스 마곡에서 처음으로 개최되는 안경광학산업 전문 전시회로, 줄여서 키오프 라고 부른다. KIOF는 안경테, 콘택트렌즈, 안경렌즈, 광학기기 등 관련 산업을 아우르는 종합 전시회이다.
국제 안경광학산업 전시회(KIOF)는 (사)대한안경사협회, (주)서울메쎄, 엑스포비전이 공동 주최/주관하며, 2025년을 1회로 개최한다.
또한, 안광학 산업의 제조업체, 브랜드, 소비자 간의 네트워킹뿐만 아니라, 동북아 시장의 떠오르는 K-트렌드 마켓인 대한민국에서 신제품을 쇼케이스 할 수 있는 기회를 제공하고, 나아가 실질적인 전시효과를 체감할 수 있는 마케팅의 장을 제공한다.
국제 안경광학산업 전시회(KIOF)는 매년 1회, 하반기에 개최한다.

## 전시회 개요
| 명칭 | 국제 안경광학산업 전시회                     |
| ---- | -------------------------------------------- |
| 기간 | 2025년 11월 20일(목) ~ 22일(토)              |
| 장소 | 코엑스 마곡                                  |
| 규모 | 200개사, 300부스(예정)                       |
| 주최 | (사)대한안경사협회, (주)서울메쎄, 엑스포비전 |
| 후원 | 업데이트 예정                                |

## 전시 품목
- 안경테
- 안경렌즈
- 선글라스
- 콘텍트렌즈
- 검안기기
- 매장 디스플레이 및 장식 용품
- 광학기기
- 케이스 & 액세서리
- 안경천
- 소재
- 눈 보호 제품
- 관련 서비스 등

## 부대 행사[5]
1. 해외 바이어 초청 수출 상담회 : 참가기업을 위한 국내외 바이어 초청과 1:1 맞춤형 상담 매칭으로 실질적인 비즈니스 성과를 지원한다.
2. 하반기 안경사 법정 보수교육 : 2025년 하반기 보수교육 동시개최로 안경사와 대면 접점 확대를 통한 참가기업과의 실질적 상담을 제공한다.
3. 안광학 산업 전문 세미나 : 안경광학산업 전문 교수 또는 주요 인사들이 최신기술과 트렌드를 조망하는 전문 세미나이다.
4. 안경사의 날 기념식 : 정부부처, 국회 보건위, 대안협 관계자 및 주요 업체 임직원 등 안경계 유력 인사들이 대거 참석하여 전시장 투어를 진행한다.

## 같이 보기
- 해외 - SILMO, MIDO, MIOF, OPTI, Vision Expo, SIOF, 100% Optical, OPTA, WOF, CIOF, iOFT, HKOF, XMIOF, IIOO EXPO, EXPO OTICA, VISIONPLUS EXPO, OPTYKA
- 국내 - DIOPS